# Noche de rock&roll
Noche de rock&roll és el primer àlbum d'estudi del grup de rock basc Barricada, publicat el 1983. Va ser gravat en tan sols dos dies als estudis Tsunami de Sant Sebastià amb Oihuka, després d'una fallida gravació als estudis on el segell discogràfic Soñua tenia a Txantrea. El cantant madrileny Ramoncín va prendre-hi part com a productor. El Drogas, un dels vocalistes de Barricada, va definir el disc com «el cigaló fet disc».

## Llista de cançons
| Núm.          | Títol                            | Durada |
| ------------- | -------------------------------- | ------ |
| 1.            | «En la silla eléctrica»          | 4:32   |
| 2.            | «Esperando en un billar»         | 3:45   |
| 3.            | «Alambre de espino»              | 4:25   |
| 4.            | «Que estalle la bomba»           | 4:54   |
| 5.            | «Esta es una noche de rock&roll» | 5:00   |
| 6.            | «Sin ver la cara a nadie»        | 5:30   |
| 7.            | «Pídemelo otra vez»              | 5:54   |
| 8.            | «Picadura de escorpión»          | 2:16   |
| Durada total: | Durada total:                    | 35:06  |